# 市行政中心站
市行政中心站是徐州地铁2号线的地铁站，位于中华人民共和国江苏省徐州市云龙区昆仑大道与汉风路交叉口，于2020年11月28日开通。

## 车站结构
市行政中心站沿昆仑大道路北侧东西设置，为地下二层岛式站台车站，车站长203米，标准段宽18.3米，车站地下一层为站厅层，地下二层为站台层，站台设置全高站台门。
|                   |  | █ 2号线往客运北站（大龙湖）   |
| 島式 · 開左邊车门 |  |                               |
|                   |  | █ 2号线往新城区东（汉源大道） |

|               |  | 未來 █ 6号线往徐州东站（一中南）   |
| 未啟用 · 島式 |  |                                    |
|               |  | 未來 █ 6号线往铜山中医院（丽水路） |

## 车站出口
市行政中心站目前开放4个出入口，各出口及周围设施如下所示：
| 出口编号            | 照片 | 出口指示         | 建议前往的目的地 |
| ------------------- | ---- | ---------------- | ---------------- |
| 2 · 出口            |      | 昆仑大道（南侧） | 徐州市政府       |
| 3 · 出口 · （设有） |      | 昆仑大道（北侧） |                  |
| 4 · a · 出口        |      | 昆仑大道（北侧） |                  |
| 4 · c · 出口        |      | 汉风路（西侧）   | 招商花园城       |
| 图例： 设有         |      |                  |                  |

## 接驳交通

### 公交车
- 行政中心：50路，78路，90路，93路，207路，603路，定制6路，快线K1路

## 车站历史
本站工程名为市政府站，正式站名为市行政中心站，以车站临近的徐州市行政中心命名。
- 2016年12月25日，车站主体结构封顶[5]。
- 2020年11月28日，车站随2号线一期通车开通[1]。